# Times New Roman
A  Times New Roman  é uma família tipográfica serifada criada em 1931 para uso do jornal inglês The Times, de Londres. Hoje é considerada o tipo de fonte mais conhecido e utilizado ao redor do mundo (em parte por ter sido adotado, ao longo dos anos, como fonte padrão em diversos processadores de texto). Seu nome faz referência ao jornal (Times) e também a uma releitura das antigas tipografias clássicas (new roman).
Os desenhos originais foram feitos por Victor Lardent, sob a supervisão de Stanley Morison, no próprio jornal The Times. A fonte então passou por um extenso período de aperfeiçoamento e revisão no escritório da Monotype, uma empresa especializada no desenho de tipos.

## A relação com a Microsoft
Uma versão da Times New Roman foi produzida pela Monotype para a Microsoft e foi distribuída em todas as cópias do Microsoft Windows desde a versão 3.1. Era utilizada como fonte padrão em muitos aplicativos de software, especialmente navegadores e processadores de texto. A Microsoft, no entanto, procura substituir a Times New Roman com uma nova fonte sem serifa, a Calibri, que acompanha o Microsoft Office 2007 .

## Exemplo de Times New Roman
O parágrafo seguinte está escrito em Times New Roman, caso esteja instalada no seu computador, senão é utilizada o tipo de letra monospace.

Design é um termo da língua inglesa que se refere a um determinado esforço criativo, seja bidimensional ou tridimensional, segundo o qual se projetam objetos ou meios de comunicação diversos para o uso humano. A tradução em português é portanto "projeto" e não "desenho", da qual é um falso cognato. Por este fato, ela é às vezes erroneamente traduzida como "desenho", mas não se refere diretamente ao ato de desenhar. Devido à influência da literatura inglesa e à baixa qualidade de algumas traduções, é comum encontrar nos países de língua portuguesa a palavra original, de forma que o profissional que trabalha na área de design (i.e. o projetista) é comumente chamado de designer.

ABCDEFGHIJKLMNOPQRSTUVWXYZ

abcdefghijklmnopqrstuvwxyz

1234567890

Exemplos de caracteres

IPA: /ɪgˈzɑːmpəl əv aɪpiːˈeɪ tɹɑːnˈskɹɪpʃən/.

Caracteres árabes: العربية.

Caracteres hebraicos: עברית.

Caracteres cirílicos: Кирилица.

Caracteres gregos: Ελληνικά.